# Heliophanoides epigynalis
Heliophanoides epigynalis är en spindelart som beskrevs av Prószynski 1992. Heliophanoides epigynalis ingår i släktet Heliophanoides och familjen hoppspindlar. Inga underarter finns listade i Catalogue of Life.